# آناتولی ورتلتسکی
آناتولی ورتلتسکی (اوکراینی: Вертелецкий Анатолий Анатольевич؛ زادهٔ ۱۶ اوت ۱۹۷۵) بازیکن فوتبال اهل اوکراین است.